# Свипи (Пари)
Свипи (груз. სვიფი) — село в Грузии, на территории Местийского муниципалитета края (мхаре) Самегрело-Верхняя Сванетия.

## География
Село находится в северо-западной части Грузии, к северу от реки Ингури, на расстоянии приблизительно 17 километров (по прямой) к западу от посёлка городского типа Местиа, административного центра муниципалитета. Абсолютная высота — 1630 метров над уровнем моря.

## Население
По результатам официальной переписи населения 2014 года в Свипи проживал один человек грузинской национальности.
| Год  | Население, человек |
| ---- | ------------------ |
| 2002 | 11                 |
| 2014 | ↘ 1                |